# 醒井村
醒井村（さめがいむら）は、かつて滋賀県坂田郡にあった村。現在の米原市の中部、天野川の中流域、東海道本線・醒ケ井駅の周辺にあたる。

## 地理
- 山岳：霊仙山
- 河川：天野川、丹生川、宗谷川、黒田川

## 歴史
- 1889年（明治22年）4月1日 - 町村制の施行により、一色村、醒井村、枝折村、上丹生村、下丹生村、榑ヶ畑村の区域をもって発足。
- 1952年（昭和27年）6月13日 - 醒井事件 - 朝鮮人の公安事件。
- 1956年（昭和31年）9月1日 - 息郷村、米原町と合併し、改めて米原町が発足。同日醒井村廃止。

## 交通

### 鉄道路線
- 日本国有鉄道東海道本線
  - 醒ケ井駅

### 道路
- 国道21号

現在は旧村域を名神高速道路が通過するが、当時は未開通。

## 娯楽
- 遊楽館 - 映画館（〜1950年代）